# Rainci Gornji
Rainci Gornji (en cyrillique : Раинци Горњи) est une localité de Bosnie-Herzégovine. Elle est située dans la municipalité de Kalesija, dans le canton de Tuzla et dans la fédération de Bosnie-et-Herzégovine. Selon les premiers résultats du recensement bosnien de 2013, elle compte 2 207 habitants.

## Démographie

### Évolution historique de la population
| 1948 | 1953 | 1961 | 1971  | 1981  | 1991  | 2013  |
| ---- | ---- | ---- | ----- | ----- | ----- | ----- |
| -    | -    | 913  | 1 169 | 1 672 | 1 908 | 2 207 |

|  |

### Communauté locale
En 1991, la communauté locale de Rainci Gornji comptait 3 582 habitants, répartis de la manière suivante :